# 飾一
株式会社飾一（かざりいち、英文名称KAZARI-ICHI CO.,LTD.）は、正月飾りなどの製造を行う企業。近年では、ガラス質をコーティングした特殊紙「超越紙」の開発も行う。

## 主な製品
- 正月飾り
- 水引、金封、祝儀袋
- キャラクター商品（スヌーピーを描いたお年玉袋や正月飾り等）
- 超越紙

## 沿革
- 1971年 - 岩宮陽子が水引を応用した現代風正月飾りを考案、創業。
- 1974年 - 「飾一岩宮」の商号で営業開始。百貨店等で正月飾りを販売。
- 1987年 - 水引製正月飾りについて、実用新案権取得。
- 1988年 - 飾一岩宮を分割、株式会社飾一設立。創業から会社設立まで時間を要したのは、「4人の子育てが終わるまでは会社設立をしない」との岩宮陽子の意志による[1]。
- 1997年 - 「超越紙」を開発。
- 2008年10月31日 - 横浜地方裁判所に民事再生法の適用を申請し、弁済禁止の保全処分が命令された（最初の倒産）負債総額は28億18百万円[2]。
- 2010年8月25日 - 横浜地方裁判所により破産手続の開始決定を受け倒産（二度目の倒産）[3]。